# André d'Arbelles
Pour les articles homonymes, voir André.
 (décembre 2024).
Claude François André, dit André d'Arbelles, né le 21 avril 1767 à Montluel et mort le 28 septembre 1825 au Mans, est un journaliste et haut fonctionnaire français des XVIIIe et XIXe siècles.

## Biographie
Claude François André nait le 21 avril 1767 .
Frère de Claude André, évêque de Quimper, il fit ses études à Lyon et vint de bonne heure à Paris où il fut secrétaire du comte Stanislas de Clermont-Tonnerre.

### Révolution française
Un autre de ses frères, notaire à Lyon, ayant été compromis par des papiers, trouvés dans les appartements du roi, après la journée du 10 août 1792, fut décrété d'arrestation par la Convention, le 2 décembre de la même année. Il échappa d'abord aux poursuites de ses ennemis ; mais ayant été pris, après le siège de Lyon, il fut traduit à la commission révolutionnaire établie dans cette ville, condamné à mort et exécuté en janvier 1794 : il était âgé de 41 ans, et né aussi à Montluel.
André émigra en 1792, et n'ayant pas d'autres ressources, il entra comme simple cavalier dans l'armée des Princes, où il fut connu sous le nom de M. de Montluel (du nom de la ville où il avait vu le jour), fit la campagne de cette année 1792, puis dans le régiment autrichien des Dragons de Latour, avec lequel il fit plusieurs campagnes.
Revenu à Paris en 1798, il fut employé à différents travaux littéraires et politiques par Talleyrand, ministre des Relations extérieures, et concourut à la rédaction du Messager du Soir, où il eut pour collaborateur Isidore Langlois, et à celle de l'Argus, journal anglais qui s'imprimait à Paris, auquel travaillaient aussi Barrère et Goldsmitz, et dont le ministère faisait les frais.
L'auteur des Mémoires d'un homme d'État le désigne comme l'un des agents qui, avec MM. de Montrond et de Sainte-Foy, demandèrent aux envoyés d'Amérique, de la part de M. de Talleyrand, une somme d'argent pour faire réussir une négociation.
André travailla longtemps à la composition de différentes brochures de circonstance, qui furent publiées sans nom d'auteur, et même quelquefois sans nom d'imprimeur.

### Premier Empire
Nommé historiographe du ministère des relations extérieures vers 1808, il fut chargé en cette qualité de publier divers écrits, dont le but était de préconiser la politique de Napoléon Ier. Ce fut vers la même époque qu'il changea encore une fois son nom en celui d'Arbelles.

### Restauration française
En 1814, il prit une grande part à la Restauration des Bourbons, et seconda pour cela, de tous ses moyens, M. de Talleyrand, qui lui fit accorder la décoration de la Légion d'honneur, et le destinait à de plus grandes faveurs lorsque le retour de Napoléon vint changer tant de projets.
André d'Arbelles refusa de lui prêter serment et perdit son emploi ; mais aussitôt après le second retour de Louis XVIII, il fut nommé préfet de la Mayenne le 17 juillet 1815 puis en août maître des requêtes au Conseil d'État en service extraordinaire. Ce fut alors qu'il prit ouvertement le titre de marquis d'Arbelles auquel il renonça un peu plus tard.
Après l'ordonnance royale du 5 septembre 1815, si funeste au parti royaliste, André d'Arbelles fut révoqué de sa préfecture en 1817 comme trop royaliste. Réintégré dans ses fonctions préfectorales en janvier 1823, il fut alors appelé à la préfecture de la Sarthe.
C'est dans ces fonctions qu'il est mort au Mans le 28 septembre 1825, par un accident déplorable, et dont M. de Clermont-Tonnerre fut involontairement la cause. Ce ministre s'étant rendu au Mans pour y faire une inspection, le préfet s'empressa d'aller au-devant de lui ; mais dans le moment où il s'approchait du cortège ministériel il fut foulé aux pieds par un cheval échappé. Il mourut quelques heures après cet accident, fort regretté de tout le pays qu'il administrait.

## Publications
Voici les titres de ses publications, toutes anonymes :
- Précis des causes et des événemens qui ont amené le démembrement de la Pologne, formant l'introduction des Mémoires sur la révolution de Pologne, par le quartier-maitre général de Pirlton, trouves à Berlin, Paris, Imprimerie impériale, 1806, in-8° ;
- Réponse au Manifeste du roi de Prusse, Paris, 15 novembre 1807, in-8°.

On sait que ce manifeste avait été composé par Gentz ;
- De la Politique et des progrès de la Puissance russe, Paris, 1807, in-8°.

Cet ouvrage, dirigé contre la Russie, fut retiré de la circulation à la nouvelle du traité de Tilsitt ;
- Que veut l'Autriche ?, Paris, Imprimerie impériale, 1809, in.8°.

Il en fut de cet ouvrage, après la paix de Schönbrunn, ce qu'il avait été du précédent après la paix de Tilsitt ;
- Tableau historique et politique de la Cour de Rome, depuis l'origine de sa puissance temporelle jusqu'à nos jours ; Paris 1810, in-8°.

L'auteur eut la faiblesse d'écrire cet ouvrage contradictoirement à ses propres principes, pour obéir aux ordres du gouvernement impérial qui le lui demandait. Cet ouvrage parut au moment où Napoléon s'emparait des États romains et faisait conduire le Pape prisonnier en France. C'était une justification de tous ces actes : elle aurait trouvé plus de lecteurs, si, à la même époque, n'eût paru l'essai historique de M. Daunou sur la Puissance temporelle des Papes ;
- Mémoire sur la conduite de la France et de l'Angleterre à l'égard des neutres ; Paris, imprimerie impériale, 1810, in-8°.

D'après de nouveaux renseignements, dit l'auteur du Dictionnaire des Anonymes, il parait que ces divers ouvrages ont été rédigés par M. Lesur ; mais des renseignements plus certains ne nous permettent pas de douter qu'André d'Arbelles en ait composé une grande partie.